# Pierre Bruno Jean de La Monneraye
Pierre Bruno Jean de La Monneraye de Bourgneuf est un contre-amiral et mémorialiste français, né le 14 novembre 1760 à Rennes et mort le 31 octobre 1832 au  château de Clyo (Caro).

## Biographie
Pierre Bruno Jean de La Monneraye est le fils de Jean-François de La Monneraye, seigneur de Bourgneuf, et de Jeanne Françoise Geneviève de Coniac, dame du Cleyo. Gendre de l'amiral Charles-Marie de La Grandière, il est le père de Charles de La Monneraye.
Après son passage au collège de Juilly, il entre dans la Marine royale et prend part à la guerre d'Indépendance des États-Unis.
Sous la Révolution française, il émigre et rejoint l'armée de Condé en 1791.
Capitaine de vaisseau en 1815, il est promu contre-amiral et décoré de l'ordre de Saint-Louis.

## Distinctions
- Chevalier de l'ordre royal et militaire de Saint-Louis

## Publications
- Souvenirs de 1760 à 1791 (Paris : H. Champion, 1998)

## Sources
- Rochefort et la mer: La médecine navale aux XVIIIe et XIXe siècles, 1993